# Hubaekje
Hubaekje, o Baekje tardío, fue uno de los posteriores de los Tres Reinos de Corea, junto con Taebong y Silla.
Fue fundada oficialmente por el descontento general de Silla Gyeon Hwon en 900, y cayó al ejército de Wang Geon en el año 936. Su capital estaba en Jeonju, en la actual provincia de Jeolla del Norte. La mayor parte de nuestra información sobre el reino viene de las cuentas que se encuentran en el Samguk Yusa y Samguk Sagi, que coinciden en gran medida.

## Antecedentes

### Baekje Refugiados de Silla Posterior
Con Silla derrotando a la dinastía Tang durante las Guerras Silla-Tang y finalizando la unificación de los Tres Reinos, se brindó una oportunidad para que la cultura de los tres reinos convergiera y para que los residentes se integraran. Cuando se trataba de Baekje, la gran mayoría de su población, incluida la clase dominante, fue admitida en las políticas de Silla en adelante. Sin embargo, Más tarde Silla se adhirió a su Sistema de Rango Óseo que era altamente exclusivo para los refugiados Goguryeo y Baekje. En el caso de los que procedían de Baekje, el trato discriminatorio fue más severo. Esto se debió al hecho de que el pueblo Baekje resistió contra Silla durante su movimiento de avivamiento de 660 a 663. Después del movimiento de avivamiento, los refugiados de Baekje que cooperaron con el gobierno de Silla se unieron a las filas de las Nueve Legiones como parte de la Legión Azul y Blanca; luchando contra los ejércitos Tang durante las Guerras Silla-Tang. Algunos, parte de los antiguos miembros de la realeza y nobles de Baekje, recibieron títulos y posiciones del propio Munmu de Silla. Sin embargo, a pesar de estas medidas, había un límite para abrazar a la gente de Baekje por Silla cuando se trataba de integrarlos plenamente.
Muchos de la antigua clase dominante de Baekje se convirtieron en gente común después de la caída de Baekje. Como lo demuestra esto, las Ocho Grandes Familias de Baekje (coreano: 대성팔족, Hanja: 大性八族) se perdieron en la historia con muchos de ellos descartando sus apellidos. Aunque algunos fueron otorgados, por lo tanto, se les otorgaron prestigiosos títulos por Silla, los premios que se les otorgaron eran mucho menores del antiguo estatus en Baekje. El pueblo Baekje y el éxito político de sus descendientes estaba destinado a ser limitado. Esto finalmente llevó a la insatisfacción de los residentes de la antigua región de Baekje y la percepción de que en realidad eran descendientes de los residentes de Baekje en su conjunto; manteniendo una actitud antipática contra los Silla y preservando su conciencia colectiva.

### Declive de Silla posterior
Después de la Unificación de los Tres Reinos, Silla Posterior reinó como una potencia en el Mundo Oriental, disfrutando de su apogeo de más de 220 años. Sin embargo, a medida que avanzaba hacia el declive, los genios locales en todo el país conocidos como hojok comenzaron a tener un deseo de rebelarse, sintiendo que el control del gobierno central sobre las provincias que tenía se debilitaba gradualmente debido a la interminable lucha por el trono entre la nobleza de la clase True Bone.
En la era de la reina Jinseong (887-897), la recién coronada reina de Silla, los impuestos recaudados no fueron eficientes debido al debilitado control de Silla sobre sus territorios más allá de su capital y sus alrededores. Por lo tanto, el gobierno central envió funcionarios para instar a los campesinos y agricultores de todo el país a que pagaran sus impuestos, lo que los enfureció en el proceso. Lo que vino después fue una serie de rebeliones con la Rebelión de Wonjong y Aeno en la provincia de Sabeol siendo la más famosa de ellas. Aunque la rebelión liderada por Wonjong y Aeno (889) fue sofocada hasta el final por el ejército de Silla, marcó el comienzo del período de los Tres Reinos Posteriores que debilitaría severamente a Silla en los años siguientes.
Cuando comenzó con su ataque a Mujinju en 892, la rebelión de Gyeon Hwon fue solo una entre las numerosas rebeliones que surgieron contra los débiles gobernantes de Silla a finales del siglo 9. Muchas de estas rebeliones fueron desencadenadas inicialmente por la decisión de Silla de usar la fuerza para recaudar impuestos sobre el campesinado en 889 (Lee, 1984, p. 98). En este momento, la mayor parte del poder en la península estaba en manos de la aristocracia local, que carecía de una fuerte lealtad al gobierno central. Por lo tanto, era bastante fácil para las rebeliones dirigidas por oficiales militares descontentos ganar fuerza.

### Ascenso al poder
Gyeon Hwon, que originalmente era un oficial militar en Silla, fue desplegado en el mar del suroeste (provincia de Jeolla del Sur) para acabar con los piratas. Sin embargo, su curso de pensamiento de que Silla estaba disminuyendo gradualmente resultó en su revuelta en Mujinju (hoy Gwangju) en 892. El Samguk-sagi registra hasta 5.000 personas que participan en su revuelta. Gyeon Hwon marcharía con su ejército para ocupar Mujinju y Wansanju (Jeonju). Después, gobernó el área e internamente se refirió a sí mismo como el rey de Baekje en 900. Tener el país llamado (más tarde) Baekje fue parte de su plan para establecer el estado como un auténtico sucesor del antiguo reino de Baekje, que dominó la parte suroeste de la península de Corea hasta que fue conquistado por Silla en 660. Además, Gyeon Hwon haciendo que el país llevara el nombre del antiguo reino estaba con la justificación de resolver el rencor largamente apreciado de Uija hacia Silla y heredar el antiguo reino mismo. Estas medidas fueron ventajosas en el sentido de obtener el apoyo de los refugiados baekje que vivían en la zona y racionalizar la rebelión contra Silla por encima de todo. La capital se trasladó más tarde a Wansanju (ahora Jeonju) también, que estaba más cerca de los reinos centrales de la antigua Baekje. A partir de este momento se establecieron oficinas gubernamentales en varias partes del país.
Posteriormente, se enviaron enviados a Wuyue a través del mar para establecer relaciones diplomáticas mientras se implementaban políticas de expansión territorial para someter a los gentientes locales y a los castellanos independientes más allá. La confrontación con Taebong, la contraparte del norte de los Tres Reinos Posteriores fundados por Gungye y los refugiados de Goguryeo, comenzaría cuando ambos estados se enfrentaron en la provincia de Ungju (ahora provincia de Chungcheong del Sur).

## Asuntos internos
Durante todo menos el último año de su existencia, Hubaekje fue gobernado por Gyeon Hwon, y su estilo personal de gobierno jugó un papel clave en el destino del reino.
Después de declararse rey, Gyeon Hwon tomó numerosas esposas, y se dice que tuvo 10 hijos con ellos, además de los ocho que tuvo su primera esposa. Esto sentó las bases para la lucha que terminó con la existencia del reino.
En 935, Gyeon Hwon eligió a su cuarto hijo Geumgang sobre los hijos mayores como el príncipe heredero de Hubaekje. En esto, el hijo mayor, Singeom, conspirando con sus hermanos, hizo que su padre fuera confinado a Geumsansa en Gimje. Singeom mató al príncipe Geumgang y tomó el trono para sí mismo. Sin embargo, Gyeon Hwon escapó a Goryeo.

## Asuntos militares
Durante gran parte de su existencia, Hubaekje estuvo preocupada por las incursiones navales de Wang Geon en la región de Naju. Estos trabajaron para interrumpir el comercio y las relaciones diplomáticas con los reinos del sur de China.
Hubaekje poseía una fuerza militar considerable, y Lee (1984, p. 99) escribe de Gyeon Hwon que "Si Gung Ye y Wang Geon no se hubieran interpuesto en su camino, seguramente habría tenido pocas dificultades para derrocar a Silla". Hubaekje mostró su mayor fortaleza en 927. En ese año sus ejércitos atacaron y saquearon la capital de Silla en Gyeongju, matando al rey Gyeongae y estableciendo al rey Gyeongsun como gobernante. Antes del ataque, Silla había enviado ayuda de Goryeo, y Wang Geon llegó con un gran ejército poco después de que Gyeongju fuera tomada. Los dos ejércitos se encontraron cerca de la montaña Palgong en la actual Daegu. Según los informes, las fuerzas de Wang Geon en la batalla sumaban 10.000 hombres. Hubaekje triunfó, y el propio Wang Geon solo escapó a través del atrevido autosacrificio de su general Shin Sung-gyeom y Kim Nak.
Sin embargo, cuando los dos ejércitos se encontraron de nuevo en la batalla de Gochang cerca de Andong en 930, Goryeo obtuvo una victoria decisiva. Hubaekje fue empujado de vuelta a su corazón, y allí sufrió una nueva derrota paralizante en Hongseong en 934.

## Relaciones diplomáticas
Mientras Wang Geon buscaba mantener la legitimidad a través de las relaciones diplomáticas con el norte de China, Gyeon Hwon se esforzó por hacer lo mismo manteniendo lazos con los gobernantes del sur de China, particularmente Wuyue. Sin embargo, debido a que la existencia de Hubaekje coincidió en gran medida con el turbulento período de las Cinco Dinastías y los Diez Reinos en China, ninguna de las partes pudo aprovechar estos lazos en apoyo militar.